# Tovspindling
Tovspindling (Cortinarius angelesianus) är en svampart som beskrevs av Alexander Hanchett Smith 1944. Tovspindling ingår i släktet Cortinarius och familjen spindlingar.  Arten är reproducerande i Sverige. Inga underarter finns listade i Catalogue of Life.